# Rruga shtetërore SH6
Die Rruga shtetërore SH6 (albanisch für Staatsstraße SH6) ist eine Nationalstraße in Albanien und führt von Milot nach Peshkopia.

## Streckenführung

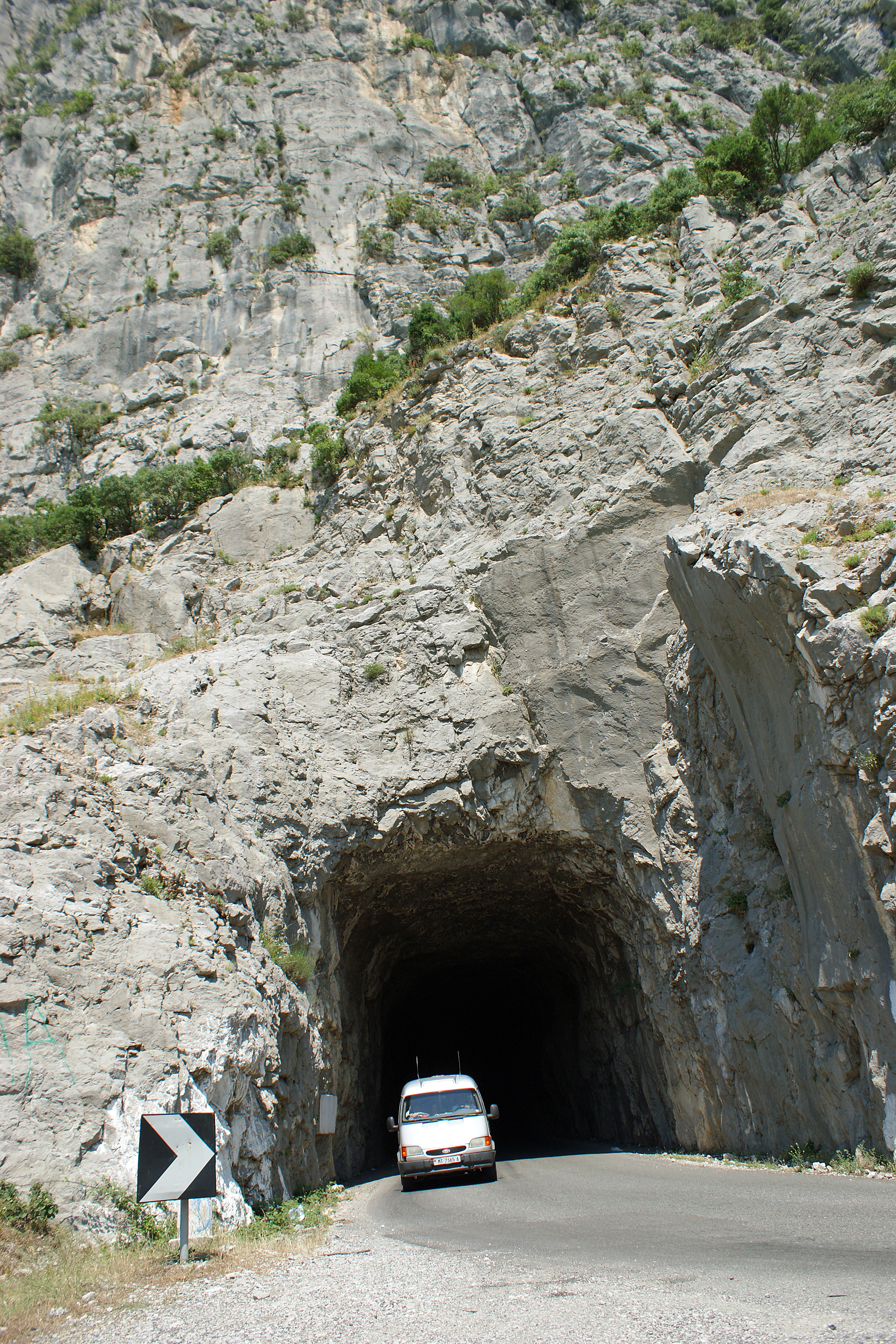
Tunnel bei Shkopet

Die SH6 zweigt bei Milot von der SH1 ab und führt über Burrel und Bulqiza nach Peshkopia.
Im ersten Teil zwischen Milot und Klos verläuft die Straße im Tal des Flusses Mat, zuerst in einem engen Taleinschnitt durchs Skanderbeggebirge, nördlich von Burrel in der Matsenke oft im Hügelland weitab vom Fluss. Von Burrel führt sie steil zum Fluss hinab und folgt ihm nach Südosten bis über Klos hinaus.
Ab Klos steigt die SH6 rasch in vielen Kurven rund 550 Meter zum Pass Qafa e Buallit auf 842 m ü. A. an. Die Strecke führt in der Ebene zwischen den Ortsteilen von Bulqiza nach Osten und verläuft im breiten Bulqiza-Tal. Zwischen Qafa e Buallit und Shupenza ist die SH6 zu einer breiten, zweispurigen Straße ausgebaut. Nach Shupenza und weiteren Ortsdurchfahrten überquert die SH6 den Drin in einem engen Einschnitt. Bei Maqellara existiert ein Abzweig nach Debar in Nordmazedonien. Von hier führt die Straße nach Norden bis Peshkopia, wiederum im Hügelland weitab vom Fluss. Etwa die Hälfte dieses Teilstücks ist ausgebaut und begradigt.

## Geschichte
Die Strecke vom Mat bis nach Burrel wurde zu Beginn der 1950er Jahre erbaut, um den Bau der Kraftwerke am Ulza-Stausee und am Shkopet-Stausee zu ermöglichen. Die Straße wurde damals Rruga e Dritës genannt, albanisch für „Straße des Lichts resp. Stroms“. Der erste Teil bis Bushkash bie Ulza wurde 1952, der zweite Teil von Bushkash bis Burrel 1954 fertiggestellt.
Die neue Hauptverbindung Rruga e Arbërit von Tirana nach Osten verläuft zum Teil auf der Trasse der SH6. Die Rruga e Ärberit ist eine schnellere Alternative zur SH6 zwischen der Hauptstadt und der Region Dibra sowie zur nordmazedonischen Grenze. Erste Teilstücke der Rruga e Arbërit und SH6 zwischen dem Qafa e Buallit und Shupenza waren bereits um 2010 ausgebaut. Auch am Pass war ein 465 Meter langer Tunnel bereits fertig gebohrt. Für die Querung des Gebirges zwischen Tirana und Klos, die Ende 2021 provisorisch dem Verkehr übergeben wurde, waren zahlreiche weitere Tunnel und Brücken notwendig. Die Verkehrsfreigabe für die Strecke von Klos bis Bulqiza wurde für den Mai 2023 angekündigt.[veraltet] Westlich von Shupenza zweigt die Rruga e Arbërit von der SH6 ab und führt auf neuer, direkter Routenführung über den Drin nach Maqellara und zum Grenzübergang.